# Marina Gisbert Grifo
Marina Gisbert Grifo (València, dècada de 1950) és una mèdica legal i forense. Neta de Manuel Gisbert Rico, últim alcalde republicà de València. El seu pare Juan Antonio Gisbert va ser un reconegut metge i catedràtic de Medicina Legal i Toxicologia en la Universitat de València. Aquesta comença a interessar-se per la medicina gràcies a el seu pare. Es gradua en medicina i cirurgia en l'any 1979 en la mateixa universitat que el seu pare, després va continuar la seua formació en diferents universitats espanyoles i europees, i posteriorment estudia forense. A la dècada del 1980 va passar a formar part del professorat de la Universitat de València impartint medicina, dret, criminologia i bioquímica. Durant aquest temps va compaginar el treball de forense amb la docència en aquesta mateixa universitat, convertint-se en la primera dona forense valenciana i persona més jove en ocupar una plaça en aquest camp.
En l'àmbit de la medicina legal i forense treballava als jutjats on es va centrar en les addiccions sobretot en les drogues legals com l'alcohol intentat canviar la imatge que es tenia d'aquesta substància, ja que considerava que era una problemàtica de salut pública i social. En els anys que exercia com a forense es va enfrontar a moltes dificultats en l'àmbit judicial. En 2017 passa a ser Presidenta del Comitè de Bioètica de la Comunitat Valenciana fins a l'actualitat.